# لافا (محمية)
لافا هي محمية تقع في دوجوا تيمبيان وريديا في إقليم تيغراي في إثيوبيا. تم حماية المنطقة منذ عام 1988 من قبل المجتمع المحلي.

## الخصائص البيئية

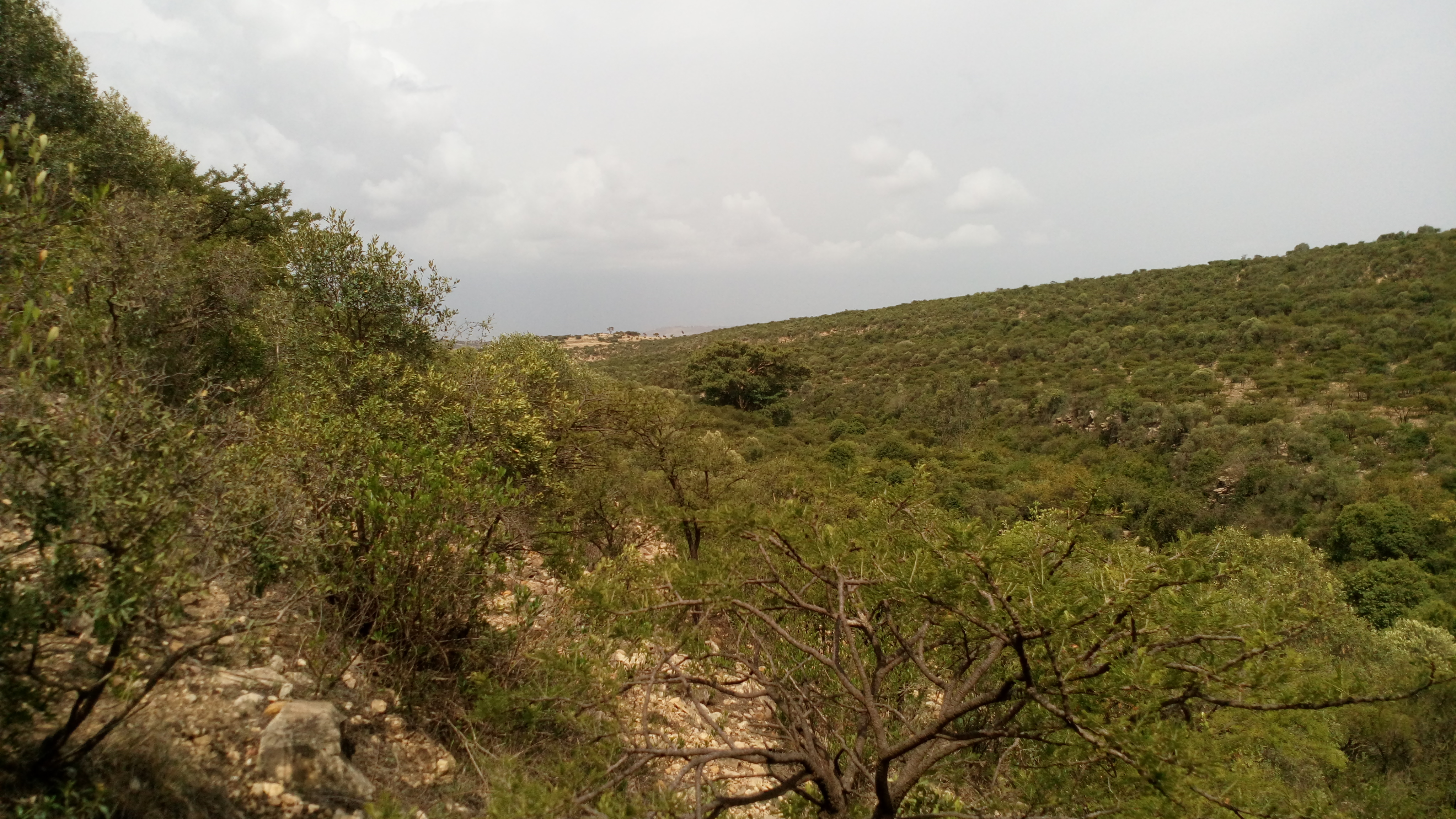
نموذج في لافا وغيرها من المحميات: الشجرة الكبيرة كدليل على غابة سابقة، والعديد من الأشجار الصغيرة بنفس الارتفاع تقريبًا والتي نمت منذ عام 1988.

## الجدول الزمني[1]
- 1988: تأسست كمحمية من قبل المجتمع
- 2017: دُعمت من مشروع أشجار إثيو

## الخصائص البيئية[1]
- المساحة: 45 هكتار
- متوسط ميل الانحدار: 41٪
- الجانب: الإقصاء موجه نحو الجنوب
- الارتفاع الأدنى: 2008 متر
- الارتفاع الأقصى: 2088 متر
- علم الصخر: أنتالو الحجر الجيري

## الإدارة
كقاعدة عامة لا يسمح بتربية المواشي أوحصاد الأخشاب. يتم حصاد الأعشاب مرة واحدة سنويًا ونقلها إلى مساكن القرية لإطعام الماشية. هناك حارسان لحماية المحمية. أظهرت الملاحظات الميدانية أنه مع ذلك حدث بعض الرعي غير القانوني في منطقة العزل في عام 2018.

## فوائد للمجتمع
إذا وضعنا جانباً مثل هذه المناطق التي تتناسب مع الرؤية طويلة المدى للمجتمعات، فقد تم تخصيص أراضي الحزائيين لاستخدامها من قبل الأجيال القادمة. كما أن لها فوائد مباشرة للمجتمع:
- تحسين توافر المياه الجوفية
- إنتاج العسل
- مُحسِّن المناخ (درجة الحرارة والرطوبة)
- يتم اعتماد الكربون المحجوز (بإجمالي 75 طنًا للاهكتار، والذي يتم عزله بشكل كبير في التربة، بالإضافة إلى الغطاء النباتي الخشبي)[1] باستخدام معيار الكربون الطوعي (تعويض الكربون)[3] وبعد ذلك يتم بيع أرصدة الكربون
- ثم يتم إعادة استثمار الإيرادات في القرى وفقًا لأولويات المجتمعات المحلية، قد يكون لفصل إضافي في مدرسة القرية، أو بركة مياه، أو الحفظ في المحمية.[4]

## التنوع البيولوجي
مع نمو الغطاء النباتي تحسن التنوع البيولوجي في المحمية بشكل كبير: هناك المزيد من النباتات المتنوعة والحياة البرية.

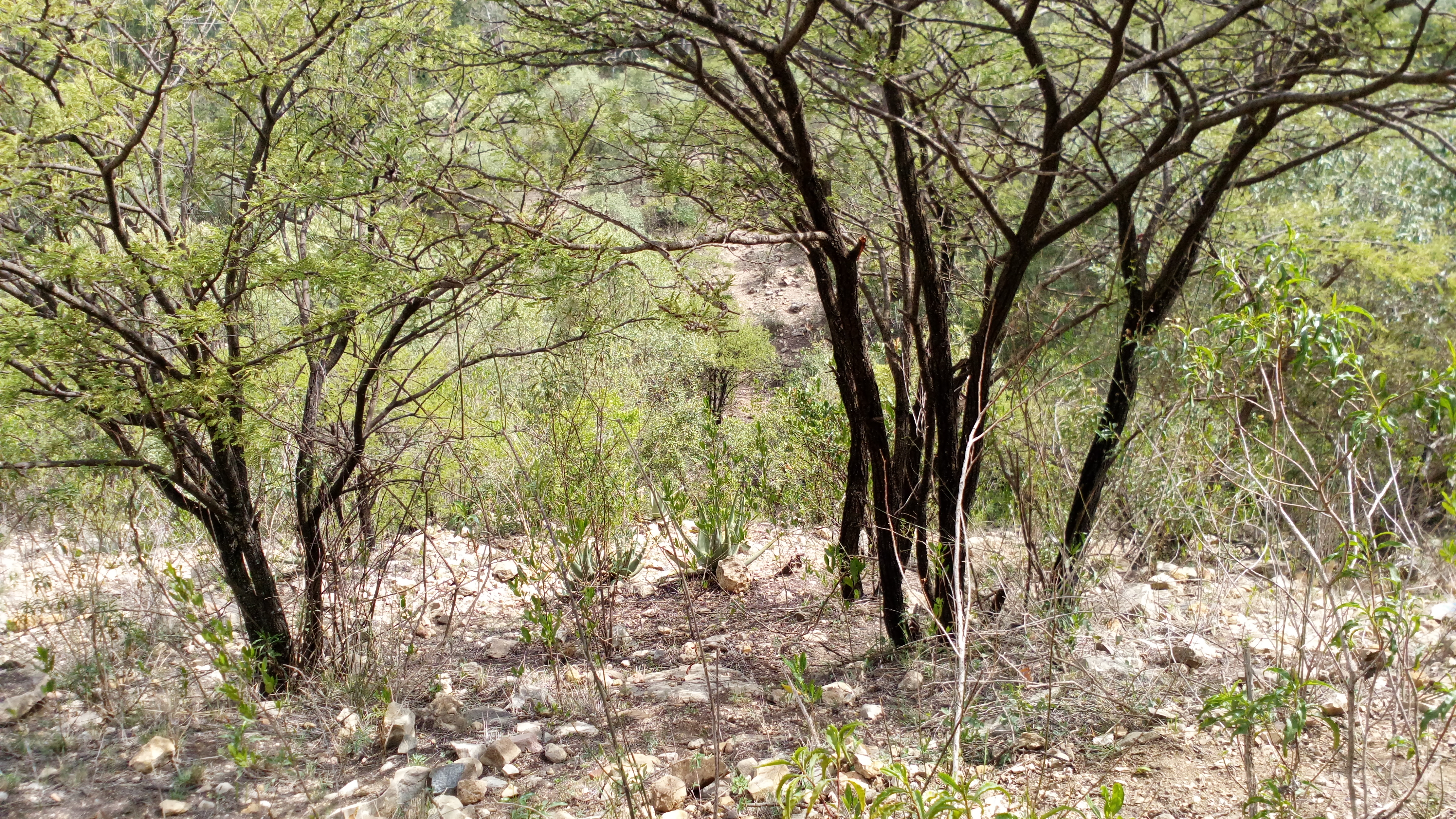
الأشجار الصغيرة مثل الشجيرات في لافا.

## روابط خارجية
- موقع مشروع أشجار إثيو
- لينك لمشروعات الغابات.